# Córka maharadży
Córka maharadży (ang. The Maharaja’s Daughter, niem. Die Tochter des Maharadschas) – niemiecko-włosko-angielski miniserial z 1994 roku, składający się z trzech części, w reżyserii Burta Brinckerhoffa. Film powstał na podstawie opowiadania Sergia Donatiego.

## Części filmu

### Część 1
Niepozbawiona humoru opowieść o miłości z wplecionym wątkiem sensacyjnym. Ona jest córką maharadży, jednego z najbogatszych ludzi świata. On – kanadyjski policjant, oddany pracy, początkowo nie ma pojęcia z jakiej rodziny pochodzi wybranka serca. Kiedy księżniczka zostaje porwana przez ludzi podstępnego radży, który pragnie ją poślubić, uznawszy ją za dawno zmarłą żonę w nowym wcieleniu, przystojny gliniarz zrobi wszystko, by odzyskać ukochaną. Tajny agent z Montrealu, Patrick O’Riley, wraz ze swym partnerem Di Fazio tropi handlarzy narkotyków, bardzo angażując się w policyjną służbę. Musi dzielić czas między kolejne niebezpieczne akcje a randki z piękną Messuą Shandar, która czuje się zaniedbywana. Messua pochodzi z Indii. Ukończyła studia w Kanadzie i jest cenionym chirurgiem, pracuje w wielkim centrum medycznym w Montrealu. Zdobyła wielkie uznanie, szacunek szefów i sympatię pacjentów. Podczas policyjnej obławy na handlarzy w opuszczonych magazynach, znajdujących się w dokach, agent O’Riley błądzi myślami całkiem gdzie indziej. Dziewczyna, której właśnie się oświadczył i nie otrzymał zdecydowanej odpowiedzi, postanowiła wyjechać do Indii, do ojca, o którym Patrick wie tylko tyle, że jest ubogim rolnikiem. Korzystając ze swoich przywilejów i używając policyjnej legitymacji, O’Riley wstrzymuje odlot samolotu do New Delhi, by wymusić na narzeczonej obietnicę powrotu do Kanady i przyrzeczenie ślubu. Messua jest prawdziwą księżniczką, spadkobierczynią wszystkich tytułów szlacheckich i posiadłości Kalanpuru. W dniu jej urodzin ojciec przekazuje córce cały swój majątek i pragnie, by powróciła na stałe do kraju. Podwładni oddają przyszłej królowej Kalanpuru najwyższy hołd. Wśród nich jest radża Chandragupta, któremu Messua przypomina zmarłą przed 25 laty żonę. Jest przekonany, że zesłali ją bogowie i prosi księżniczkę o rękę. Ale Messua naprawdę kocha tylko przystojnego i sympatycznego Patricka, choć nie zgadza się z nim w różnych sprawach i ma mu wiele do zarzucenia. Wkrótce wraca więc do Kanady, nie pozostawiając cienia nadziei radży Chandragupcie. Ojciec, choć mocno zatroskany, rozumie decyzję córki, pragnie, by czuła się wolna i niezależna, by wyszła za mąż z wielkiej miłości. Nie chce zmuszać jej do małżeństwa z radżą, do którego Messua żywi jedynie szacunek. Na lotnisku w Montrealu czeka na ukochaną szczęśliwy Patrick. I tym razem zakochana para nie ma jednak okazji być sam na sam. Policjant właśnie otrzymał od szefa zadanie ochrony świadka koronnego, byłego księgowego mafii, Vito Capece. Przykuty kajdankami do Patricka świadek, chcąc nie chcąc, podąża za nimi jak cień. Messua jest niezadowolona z takiego obrotu sprawy, dąsa się i gniewa na Patricka. Ale w końcu i tak zgadza się go poślubić. Tymczasem zazdrosny radża Chandragupta knuje intrygę. Wynajmuje ludzi, którzy mają uprowadzić księżniczkę. Opłaceni przestępcy niespodziewanie tracą kontrolę nad sytuacją. Sprawa nabiera rozgłosu. Media żyją sensacyjnymi doniesieniami o porwaniu córki najbogatszego człowieka świata.

### Część 2
Na pasie startowym, z którego odlatywał samolot, rzekomo z Messuą na pokładzie, Patrick odnajduje bransoletkę ukochanej. Domyśla się, że dziewczyna żyje. Dowiedziawszy się, że Messuę uprowadzono do Indii, postanawia natychmiast lecieć do Delhi. Musi odbić narzeczoną z rąk ludzi Chandragupty, zanim radża ją poślubi. Zostaje zatrzymany na lotnisku. Przy okazji dowiaduje się, że porywacze zmienili kurs. Prywatny samolot z Montrealu został skierowany do innego miasta, odległego od Delhi o 400 kilometrów. Messuę przemycono przez kontrolę graniczną w wielkim koszu. Na szczęście świadkiem był udający ślepca Milai, który następnie pomaga Patrickowi. Porywacze mają za zadanie dostarczyć księżniczkę do radży Chandragupty. Podczas szamotaniny w samochodzie dochodzi do wypadku. Furgonetka, którą podróżowali stacza się z wysokiej skały, ulegając rozbiciu. Konwojujący Messuę dwaj mężczyźni giną, ona uchodzi z życiem, ale wskutek obrażeń głowy traci pamięć. Błąkając się po odludnym górzystym terenie Messua napotyka na swej drodze bezdomnego kilkuletniego chłopca, który próbuje jej pomóc. Malec zostaje ciężko ranny. Na szczęście, odnajdują ich okoliczni mieszkańcy. Sytuacja staje się dramatyczna.
Okazuje się, że lekarz będzie w wiosce dopiero za kilka dni. Messua postanawia samodzielnie przeprowadzić zabieg, choć nie ma pojęcia, że jest chirurgiem. Nie pamięta nawet jak się nazywa i skąd pochodzi. Ludzie Chandragupty znajdują rozbitą furgonetkę. Przeczesują okolice w poszukiwaniu Messuy. Trafiają na jej trop we wsi. Ale księżniczka i jej mały przyjaciel są już daleko. Z wdzięczności za uratowanie mu życia chłopiec kradnie dla Messuy naszyjnik z pereł. Kiedy kobieta chce zwrócić go właścicielce, zostaje oskarżona o kradzież i trafia za kratki. W tym samym więzieniu jest przetrzymywany Patrick. Tymczasem na lotnisku w Delhi ląduje świadek Vito Capece, który posługując się skradzionym paszportem Di Fazio, wymknął się kanadyjskiej policji, by ruszyć na pomoc Patrickowi.

### Część 3
Kiedy radża Chandragupta dowiaduje się, że Messua żyje, każe ją sprowadzić do pałacu. Oddany sługa Ashoka, odnajduje ją w więzieniu i natychmiast wykonuje rozkazy swego pana. Messua przybywa do pałacu radży wraz ze swym małym przyjacielem, Kimem, który nie odstępuje jej na krok, sprawiając mnóstwo kłopotów pałacowej służbie. Nadal cierpi na amnezję, co Chandragupta przyjmuje jako kolejną łaskawość bogów. Może bez przeszkód wmawiać księżniczce, że jest jego żoną i zdobywać jej miłość i zaufanie. Tymczasem policja w końcu ustala, że w samolocie, który eksplodował zaraz po starcie, zginęli tylko dwaj gangsterzy i pilot. O wynikach śledztwa oficjalnie zostaje powiadomiony maharadża. Na wieść, że jego córka żyje poszukuje jej w całych Indiach i zrobi wszystko, by ją odnaleźć. Patrick, wraz z przygodnie poznanym żebrakiem o imieniu Milai, po wielu perypetiach, dociera w końcu do pałacu radży. Razem próbują podstępem dostać się do środka, by odbić pilnie strzeżoną Messuę. Patrick przekazuje wiadomość przez Kima, który ma także oddać księżniczce bransoletkę. Rozmowę chłopca z Messuą przerywa nadejście radży. Wkrótce jednak narzeczony sam dostaje się do jej pokoju. Spotkanie z ukochanym przywraca księżniczce pamięć, ale postanawia nie zdradzać się przed radżą, udając, że w dalszym ciągu cierpi na amnezję. Tymczasem przed oblicze maharadży dostaje się Capece, oznajmiając, że wie gdzie jest jego córka. Chce zorganizować pomoc Messui i przede wszystkim Patrickowi, któremu pragnie się odwdzięczyć za uratowanie mu życia podczas strzelaniny w porachunkach z mafią. Maharadża wraz z Capece i swoim kuzynem wyrusza do pałacu Chandragupty, by wyjaśnić całą sprawę. Niebawem przekonuje się, że przez cały czas w jego najbliższym otoczeniu był zdrajca. Messua wraz z Patrickiem obmyślają plan ucieczki z pałacu. Na widok ojca księżniczka zachowuje zimną krew udając, że go nie poznaje. Pewny zwycięstwa Chandragupta okłamuje maharadżę, że uratował jego córkę z rąk porywacza. Kieruje podejrzenie o uprowadzenie Messuy na Patricka. Sam zaś przygotowuje się do uroczystości zaślubin ukochanej, mając poparcie i błogosławieństwo maharadży. Wszystko jednak wychodzi na jaw.

## Obsada
- Hunter Tylo – Messua Shandar
- Bruce Boxleitner – Patrick O’Riley
- Kabir Bedi – Chandragupta
- Tony Lo Bianco – Vito Capece
- Burt Young – Milai
- Robert Costanzo – Di Fazio
- David Brandon – Ashoka
- Jeto Sanjana – Kim
- Barbara Jones – Sally